# Ophionereis thryptica
Ophionereis thryptica is een slangster uit de familie Ophionereididae.
De wetenschappelijke naam van de soort werd in 1943 gepubliceerd door S. Murakami.